# Booka, Channarayapatna
Booka là một làng thuộc tehsil Channarayapatna, huyện Hassan, bang Karnataka, Ấn Độ.